# Dino Polska
Dino Polska S.A. — польська роздрібна компанія, яка управляє продуктовими магазинами по всій Польщі. Мережа була заснована в 1999 році Томашем Бєрнацьким. Супермаркети Dino, як правило, розташовані в середніх і малих містах, а також на периферії великих міст. Ритейлер розпочав свою діяльність на заході Польщі, але з того часу розширився по всій країні. У 2022 році Підкарпатське воєводство стало останнім з воєводств Польщі, де відкрився магазин Dino. Зараз Dino присутній у кожному воєводстві.
Станом на 31 грудня 2023 року Dino має 2 406 магазинів загальною площею 947 900 квадратних метрів (234,2 акра).

## Структура
Логістична мережа Dino Polska базується на трьох розподільчих центрах, розташованих у: Кротошині, Ястрові, Пйотркуві-Трибунальському та Жешотарах. У зв'язку з розширенням роздрібної мережі Томаш Бєрнацький створив приватну компанію Dino Polska Sp. z o.o., якій протягом наступних трьох років продав усі магазини Dino. Подальше розширення компанії змусило її перетворитися на акціонерне товариство.
Магазини Dino Polska пропонують своїм покупцям близько п'яти тисяч різних товарів, причому в кожному магазині є м'ясний відділ, де продається м'ясо, прошутто та різноманітні м'ясні напівфабрикати, які постачає переважно компанія Agro-Rydzyna. Власником м'ясокомбінату Agro-Rydzyna є Dino Polska. З 2010 року Dino Polska є єдиним дистриб'ютором м'яса та шинки під цією торговою маркою, придбавши акції компанії з 2003 року.
У червні 2010 року інвестиційний фонд Enterprise Investors придбав 49% акцій компанії за 200 мільйонів злотих. З моменту початку відносин з Enterprise Investors роздрібна мережа почала помітно розширюватися, зі 111 магазинів наприкінці 2010 року до 628 магазинів наприкінці грудня 2016 року. У квітні 2017 року Enterprise Investors розмістила всі свої активи на Варшавській фондовій біржі. Станом на червень 2019 року мережа налічує 1056 магазинів.